# Nulový můstek
Nulový můstek je v elektrotechnice svorkovnice umožňující propojení nulových vodičů, tj. PEN v případě sítě TN-C, resp. N v případě sítě TN-C-S. Vyrábějí se v klasickém provedení (jako izolant slouží porcelán) nebo v provedení na DIN lištu (plast). Obdobou nulového můstku pro PE (v sítích TN-C-S) je ochranný můstek.